# Marian Gorynia

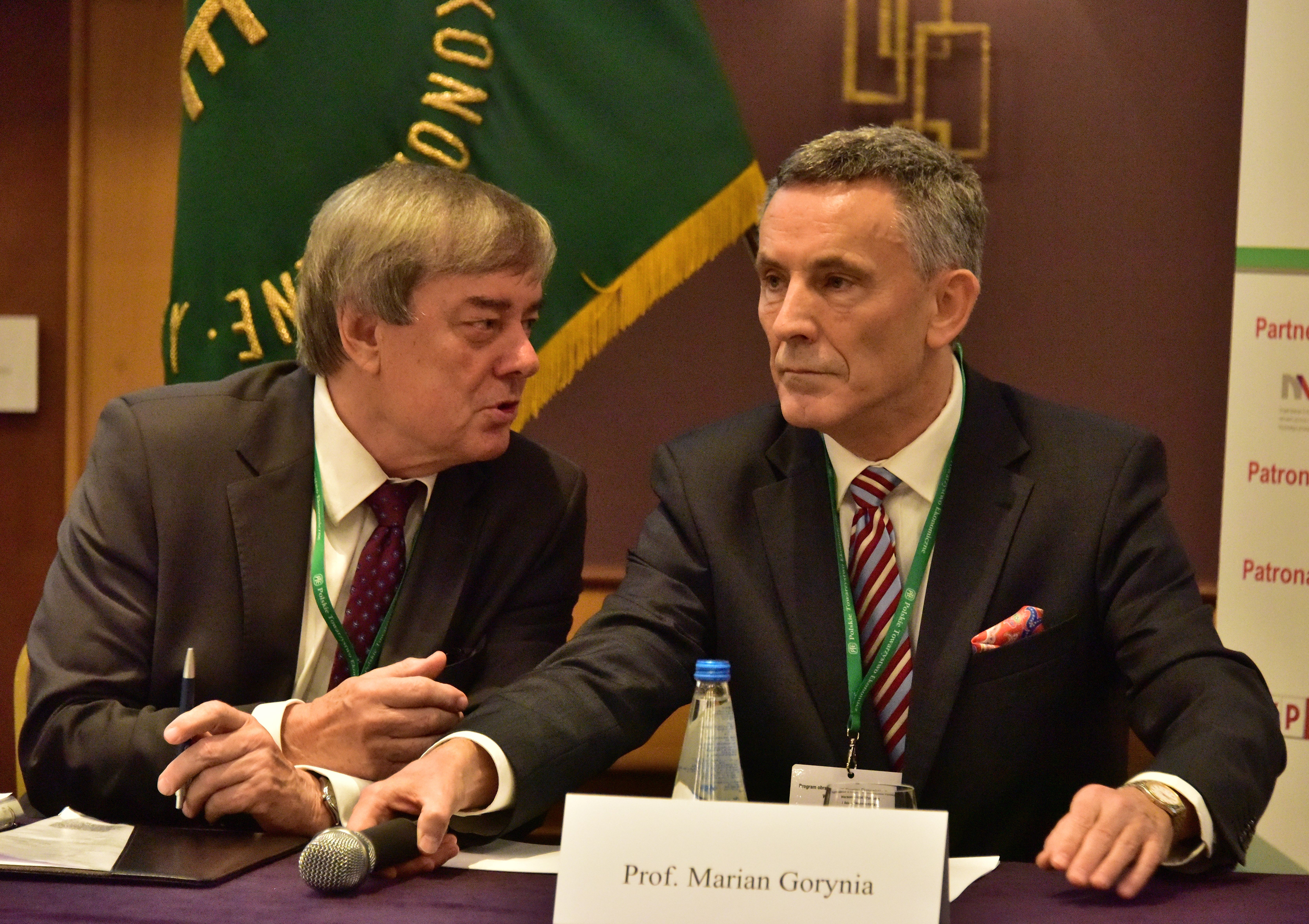
Marian Gorynia i Bogusław Fiedor podczas X Kongresu Ekonomistów Polskich w Warszawie (2019)

Marian Gorynia (ur. 7 października 1956 w Dusinie) – polski ekonomista, profesor i rektor Uniwersytetu Ekonomicznego w Poznaniu w latach 2008–2016. W kadencjach 2019–2023 oraz 2024–2027 zastępca przewodniczącego Rady Doskonałości Naukowej, od 2021 prezes Polskiego Towarzystwa Ekonomicznego.

## Życiorys
Studia magisterskie ukończył w 1980 na Akademii Ekonomicznej w Poznaniu. Od początku kariery zawodowej nierozerwalnie związany z Uczelnią, gdzie przeszedł wszystkie szczeble awansu zawodowego. Swoją drogę zawodową rozpoczął w 1983 od asystentury w Instytucie Międzynarodowych Stosunków Gospodarczych. Po obronie doktoratu w 1985 awansował na stanowisko starszego asystenta, by rok później objąć stanowisko adiunkta w tymże instytucie. Po uzyskaniu stopnia doktora habilitowanego nauk ekonomicznych został w 1998 mianowany na stanowisko profesora Akademii Ekonomicznej w Poznaniu. W 2000 uzyskał tytuł naukowy profesora nauk ekonomicznych. Od 2003 zajmuje stanowisko profesora zwyczajnego na Akademii Ekonomicznej w Poznaniu (obecnie Uniwersytet Ekonomiczny w Poznaniu).
W latach 1999–2002 sprawował funkcję Prodziekana Wydziału Zarządzania Akademii Ekonomicznej w Poznaniu. W latach 2002–2008, przez dwie kadencje, był Prorektorem ds. Nauki i Współpracy z Zagranicą. Od 2008 pełni funkcję Rektora Uniwersytetu Ekonomicznego w Poznaniu. W latach 2008–2016 pełnił funkcję Rektora Uniwersytetu Ekonomicznego w Poznaniu.
Odbył staże naukowe, wyjazdy konsultacyjne oraz pobyty studyjne w zagranicznych ośrodkach naukowych: na Uniwersytecie w Lyonie (Lyon III) we Francji (1987), w Buckinghamshire College of Higher Education oraz w Nottingham Trent University w Wielkiej Brytanii (1990, 1991-1992), na Uniwersytecie Nauk Społecznych w Tuluzie we Francji (1991), w wyższych szkołach biznesu w Barcelonie i Lizbonie (1992), w Institut de Gestion des Enterprises w Rennes we Francji (1997) oraz na Uniwersytecie Georga Augusta w Getyndze – (1997, 1998 i 1999).
Jest członkiem Komitetu Nauk Ekonomicznych Polskiej Akademii Nauk, redaktorem naczelnym „Ekonomisty”, wchodzi w skład Komitetu Redakcyjnego „Gospodarki Narodowej”, Rady Programowej pisma ”Problemy Zarządzania” – Wydział Zarządzania Uniwersytetu Warszawskiego oraz komitetów redakcyjnych czasopism zagranicznych Journal of Transnational Management, International Journal of Institutional Governance.
Członek Polskiego Towarzystwa Ekonomicznego, Poznańskiego Towarzystwa Przyjaciół Nauk, Towarzystwa Naukowego Organizacji i Kierownictwa, Academy of International Business, European International Business Academy, a także International Management Development Association.
Pełni/pełnił różne funkcje zawodowe, honorowe i społeczne takie jak:
- radca Wielkopolskiej Izby Przemysłowo-Handlowej (1995–1999),
- członek Komitetu Nauk Ekonomicznych Polskiej Akademii Nauk (kadencje: 2003–2006, 2007–2010, 2011–2014, 2014–2017, 2017–2020, 2020 – obecnie),
- członek Wielkopolskiego Komitetu Monitorującego Programy Rozwoju Regionalnego (2004–2008),
- członek Rady Naukowej Polskiego Towarzystwa Ekonomicznego (2005–2021),
- członek Rady Naukowej Instytutu Nauk Ekonomicznych Polskiej Akademii Nauk (2007–2010, 2011–2014),
- przewodniczący Kapituły Złotego Hipolita na rok 2010 i dalsze,
- członek Centralnej Komisji ds. Stopni i Tytułów (2011–2012 oraz 2017–2020),
- członek Krajowej Rady Przedsiębiorczości (2013–2015),
- członek kapituły konkursu Rzeczpospolitej i Ministerstwa Gospodarki –  Sława Polski, Orły Eksportu, Dobra Firma (2013, 2015),
- przewodniczący Rady Naukowo-Programowej Wielkopolskiej Izby Przemysłowo-Handlowej (2008-2016) oraz członek Rady Naukowo-Programowej Wielkopolskiej Izby Przemysłowo-Handlowej (2008 – obecnie),
- członek Kapituły Nagrody Gospodarczej Prezydenta RP (2011–2015),
- członek Wielkopolskiej Rady Trzydziestu (2011–2014),
- przewodniczący Konferencji Rektorów Uczelni Ekonomicznych (2012/2013–2015/2016),
- wiceprzewodniczący Kolegium Rektorów Miasta Poznania (2012–2016),
- przewodniczący Rady Naukowej Polskiego Towarzystwa Ekonomicznego (2015–obecnie),
- członek i wiceprzewodniczący Rady Teatru Muzycznego w Poznaniu (2016-obecnie)[5][6],
- zastępca przewodniczącego Centralnej Komisji ds. Stopni i Tytułów (2017-2020)[7],
- zastępca Przewodniczącego Komisji ds. Ekonomicznych Konferencji Rektorów Akademickich Szkół Polskich (2016-obecnie),
- członek Komisji ds. Współpracy Międzynarodowej Konferencji Akademickich Szkół Polskich (2016-2020),
- członek Prezydium Komitetu Nauk Ekonomicznych PAN (2019 – obecnie)[8],
- wiceprzewodniczący Rady Doskonałości Naukowej (2019 – obecnie)[9],
- członek Rady Akademickiego i Naukowego Poznania (2021 – obecnie)[10],
- prezes Polskiego Towarzystwa Ekonomicznego (2021- 2026)[11],
- członek korespondent PAN w Wydziale I Nauk Humanistycznych i Społecznych (2021-obecnie)[12].

Wielokrotnie wyróżniany nagrodami Ministra (Edukacji Narodowej oraz Nauki i Szkolnictwa Wyższego): siedmiokrotnie nagrodami indywidualnymi (za rozprawę habilitacyjną, książki oraz osiągnięcia dydaktyczne, naukowe i organizacyjne) oraz trzema nagrodami zespołowymi. W 1999 roku wyróżniony nagrodą  PAN w dziedzinie ekonomii im. Fryderyka Skarbka za książkę pt. „Zachowania przedsiębiorstw w okresie transformacji. Mikroekonomia przejścia”. W 2004 roku otrzymał Nagrodę Komitetu Nauk Organizacji i Zarządzania Polskiej Akademii Nauk za redakcję naukową monografii-pracy zbiorowej pt. „Luka konkurencyjna na poziomie przedsiębiorstwa a przystąpienie Polski do Unii Europejskiej”. W 2009 roku uhonorowany nagrodą Polskiego Towarzystwa Ekonomicznego im. prof. Edwarda Lipińskiego za książkę pt. „Strategie zagranicznej ekspansji przedsiębiorstw”. Ponadto, w 2013 roku uhonorowany Nagrodą Wiceprezesa Rady Ministrów, Ministra Gospodarki za szczególne osiągnięcia w działalności proeksportowej. W latach 2014–2016 prof. Gorynia został nagrodzony nagrodami indywidualnymi Ministra Nauki i Szkolnictwa Wyższego za osiągnięcia organizacyjne. W 2021 roku otrzymał nagrodę Ministra Edukacji i Nauki za znaczące osiągnięcia w zakresie działalności organizacyjnej w kadencji 2017-2020. 

## Odznaczenia
- Summa Cum Laude (1980)
- Złota Odznaka im. Mikołaja Kopernika „PRIMUS INTER PARES” (1980)
- Odznaka Honorowa Miasta Poznania (1989)
- Srebrny Krzyż Zasługi (2002)
- Srebrny Medal „Labor Omnia Vincit” (2007)
- Medal XXX-lecia Restytucji Orderu św. Stanisława BM za „Działalność Charytatywną” (2009)
- Statuetka Honorowego Hipolita i Godność „Lidera Pracy Organicznej” (2011)
- Medal Pamiątkowy Wojewody Wielkopolskiego Ad Perpetuam Rei Memoriam  (2012)
- Medal „Zasłużony dla Eksportu” (2014)
- Odznaka Honorowa za Zasługi dla Rozwoju Gospodarki Rzeczypospolitej Polskiej (2015)
- Odznaka Honorowa za Zasługi dla Województwa Wielkopolskiego (2016)
- Medal za Zasługi dla Uniwersytetu Ekonomicznego w Poznaniu (2017)

## Inne wyróżnienia
- Doktorat honoris causa Uniwersytetu w Białymstoku (2019)[14],
- Profesor honorowy Uniwersytetu Warmińsko-Mazurskiego w Olsztynie (2019)[15],
- Polska Nagroda Inteligentnego Rozwoju w kategorii: „Naukowiec przyszłości” za realizację projektów: „Międzynarodowa konkurencyjność polskich przedsiębiorstw w okresie prosperity i globalnego kryzysu gospodarczego”, „Strategie firm polskich wobec wyjścia Wielkiej Brytanii z Unii Europejskiej” (2021)[16],
- Doktorat honoris causa Uniwersytetu Ekonomicznego we Wrocławiu (2023)[17]

## Życie prywatne
Żonaty. Ma troje dzieci.